# Веньон, Чарльз Морли
Чарльз Морли Веньон (англ. Charles Morley Wenyon; 24 марта 1878, Ливерпуль — 24 октября 1948, Лондон) — английский паразитолог и протозоолог.

## Биография
Чарльз Веньон родился в Ливерпуле 24 марта 1878 года в семье доктора медицины Чарльза Веньона. Его мать — Элиза Морли Веньон (в девичестве Гиттинс). Его отец был родом из Уэндсбери, графство Стаффордшир, а мать — из Рексхэма, графство Денбигшир. Чарльз был старшим ребёнком в семье, у него было двое братьев и двое сестёр. В 1880 году его отец был послан с медицинской миссией в Фошань недалеко от Гуанчжоу. Отец сам учил детей основам биологии, химии и астрономии и поощрял держать множество домашних животных.
В 1892 году Чарльз поступил в Кингсвудскую школу в Бате. После окончания школы он получил стипендию, которая позволила ему поступить в Йоркширский колледж Лидса (входил в состав Манчестерского университета Виктории), где получил университетскую премию по биологии. С 1899 по 1901 годы обучался Университетском колледже Лондона. По окончании колледжа он получил степень бакалавра две золотые медали по зоологии и медицине, а также стипендию на дальнейшее обучение в Медицинской школе больницы Гая. В 1904 году он получил золотую медаль Голдинга Бёрда в области бактериологии и степень магистра медицины. Несколько месяцев работал врача общей практики, а в 1905 году был назначен руководителем протозоологического отделения в Лондонской школе тропической медицины. В 1906 года в Институте Пастера в Париже прошёл стажировку по протозоологии под руководством Феликса Мениля и исследовал действие лекарственных препаратов против трипаносом. В конце 1906 и в начале 1907 года Веньон работал в Зоологическом институте в Мюнхене под руководством Рихарда Хертвига. Здесь он изучал простейших, развивающихся в кишечнике мышей, и дал первое подробное описание Entamoeba muris.
В 1907 году он был направлен в должности патологоанатома и протозоолога в Судан в лабораторию, который в то время возглавлял доктор Эндрю Бальфур. В Судане Веньон путешествовал на плавучей лаборатории в верховьях Нила и делал наблюдения за паразитами человека и животных.
С 1914 года Веньон стал директором по тропическим исследованиям в Бюро научных исследований Уэллкома. Главным директором был в то время Эндрю Бальфур. Это частное научное учреждение основанное Генри Уэлком, которое занималось исследованиями в области тропической медициной и смежных наук, включая все направления паразитологии. В 1916 году Веньон стал членом Медицинского консультативного комитета на Ближнем Востоке.
С 1917 по 1919 годах он провел в Македонии исследования по эпидемиологии, передаче и лечению малярии. В 1920 году он был избран почетным секретарем Королевского общества тропической медицины и гигиены, а с 1945 по 1947 год был его президентом. В 1924 году сменил Эндрю Бальфура на посту главного директора Бюро Уэллкома. В 1944 году ушел в отставку и оставался до конца жизни консультантом.
Умер в Лондоне в 24 октября 1948 года.

## Научная деятельность
Веньон внёс вклад в раскрытии природы и жизненных циклов паразитических простейших. В ходе экспедиций в Африку, Индию и на Ближний Восток проводил исследования протозойных заболеваний. Он предположил, что комары рода Phlebotomus являются переносчиками кожного лейшманиоза. Эта гипотеза была в дальнейшем подтверждена другими исследователями. Доказал, что Leishmania donovani вызывает все формы висцерального лейшманиоза у человека и собаки. Изучал взаимоотношения хозяина и паразита кишечных простейших человека, что обеспечило основу для их дифференциальной диагностики. Он объяснил возникновение вспышек малярии весной. Было показано, что это связано с остановкой развития ооцист в холодное время года и возобновлением в период подъёма температуры.

### Награды и звания
За свою карьеру Веньон был награждён множеством наград и ему присвоено множество почётных званий:
- премия Макдугалла-Брисбена Королевского общества Эдинбурга (1927)
- член Лондонского королевского общества (1927)[4]
- медаль Мэри Кингсли из Ливерпульской школы тропической медицины (1929)
- офицер Ордена Почётного легиона (1933)
- почетный член Бельгийского общества тропической медицины (1934)
- почетный член Нью-Йоркской академии наук (1945)
- золотая медаль Теобальда Смита Американской академии тропической медицины (1946)
- почетный член Американской академии тропической медицины (1934)
- почетный член Королевского медицинского общества (1947)
- почетный член французского Общества экзотической патологии (1947)
- медаль Мансона (1947)

## Публикации
Веньон автор около 140 публикаций, в том числе:
- Wenyon C. M. Spirochaetae in mice (англ.) // Lancet. — 1906. — No. 2. — P. 954. — doi:10.1016/S0140-6736(00)67201-X.
- Wenyon C. M. Leishmania and mosquitoes (англ.) // Lancet. — 1911. — Vol. 178, no. 4602. — P. 1362-1363. — doi:10.1016/S0140-6736(01)53967-7.
- Wenyon C. M. The common intestinal protozoa of man (англ.) // China Medical journal. — 1916. — Vol. 30. — P. 179.
- Wenyon C. M. Carriage of malaria by hibernating mosquitoes (англ.) // Lancet. — 1920. — Vol. 196, no. 5053. — P. 42. — doi:10.1016/S0140-6736(01)17664-6.
- Wenyon C. M. Protozoology: a manual for medical, veterinarians and zoologis (1-2 vols) (англ.). — New York: W. Wood, 1926. — 1563 p. — doi:10.5962/bhl.title.7465.
- Wenyon C. M. The loss of the parabasal body in trypanosomes (англ.) // Transactions of The Royal Society of Tropical Medicine and Hygiene. — 1928. — Vol. 22, no. 1. — P. 85–87. — doi:10.1016/S0035-9203(28)90158-3.
- Wenyon C. M. Discussion on amoebiasis (англ.) // Transactions of The Royal Society of Tropical Medicine and Hygiene. — 1947. — Vol. 41, no. 1. — P. 55-91. — doi:10.1016/s0035-9203(47)90203-4.